# Divna
Divna je nenaseljeni otočić u hrvatskom dijelu Jadranskog mora. Nalazi se 70 metara od sjeverne obale Pelješca, između sela Donje Vrućice i Duba Pelješka u sastavu općine Trpanj.
Njegova površina iznosi 0,016 km². Dužina obalne crte iznosi 0,48 km.

## Vanjske poveznice
|  | Zajednički poslužitelj ima još gradiva o temi Divna |